# Повстання рибалок
«Повстання рибалок» (рос. «Восстание рыбаков») — радянський художній фільм 1934 року, знятий режисерами Ервіном Піскатором і Михайлом Доллером на студії «Межрабпомфільм».

## Сюжет
За мотивами однойменного роману Анни Зегерс. Матроси, які працюють на траулерах німецького рибопромисловця Бределя, оголошують страйк. Революційна профспілка посилає матроса-комуніста Гулля в рибальське селище, щоб підняти рибалок на страйк солідарності. Намагаючись перешкодити об'єднанню матросів і рибалок, Бредель обіцяє рибалкам збільшити плату за улов. Але незабаром з'ясовується, що обіцяна надбавка — обман. Обурені рибалки розбивають контору Бределя. Для придушення повстання викликані солдати. Зав'язується нерівний бій. У бою гине один з ватажків революційно налаштованої частини рибалок — Кеденек. Його похорони виливаються в потужну демонстрацію протесту. Повстання рибалок очолює комуніст Гулль.

## У ролях
- Олексій Дикий — Кеденек
- Василь Ковригін — Керхус, рибалка
- Емма Цесарська — дружина Неєра
- Микола Гладков — Гулль, матрос
- Дмитро Консовський — Андреас
- Микола Ліванов — Дзенек, шинкар
- Сергій Мартінсон — Бредель, судновласник
- Віра Янукова — Марія, дівчина з шинку
- Костянтин Давидовський — пастор
- Костянтин Еггерт — командир загону
- Юдіф Глізер — дружина Кеденека
- Олександр Сафрошин — Брюїт, господар моторного бота
- Федір Іванов — Неєр
- Володимир Уральський — солдат
- Іван Бобров — Нік
- Сергій Прянишников — рибалка
- Сергій Тихонравов — націонал-соціаліст
- Данило Введенський — рибалка
- Клавдія Половикова — дружина рибалки
- А. Корсаков — рибалка
- Едуард Гунн — рибалка
- Олександр Тімонтаєв — солдат
- Іван Козлов — рибалка
- Микола Ярочкин — рибалка
- Володимир Лепко — рибалка
- Андрій Файт — солдат
- Володимир Цоппі — Кодль
- Микола Надемський — рибалка

## Знімальна група
- Режисери — Ервін Піскатор, Михайло Доллер
- Сценарист — Георгій Гребнер
- Оператори — Петро Єрмолов, Михайло Кирилов
- Композитори — Сабольч Феньєш, Володимир Фере, Микола Чемберджі
- Художник — Володимир Каплуновський